# اقدام علیه خشونت مسلحانه
مؤسسه اقدام علیه خشونت مسلحانه (AOAV) یک مؤسسه خیریه مستقر در لندن است که تحقیقات و حمایت از بروز و تأثیر خشونت مسلحانه جهانی را انجام می‌دهد.
آیین اورتون، روزنامه‌نگار و نویسنده تحقیقی، مدیر اجرایی این سازمان است.
کار تحقیقاتی و حمایتی مؤسسه اقدام علیه خشونت مسلحانه بر خشونت مسلحانه جهانی، با تخصص در سلاح‌های انفجاری متمرکز است. یکی از عملکردهای اصلی این مؤسسه خیریه، مانیتور خشونت انفجاری آن است. این ناظر توسط سازمان‌هایی مانند رویترز،گاردین،الجزیره،دیده‌بان حقوق بشر، و سازمان ملل استناد شده‌است.

## داده‌های تلفات درگیری
در دسامبر۲۰۲۰، داده‌های مؤسسه اقدام علیه خشونت مسلحانه در روزنامه گاردین گزارش شد که نشان می‌دهد بر اساس مطالعه بر روی آمار تلفات، احتمال کشته شدن سربازان انگلیسی ۱۲درصد بیشتر از همتایان آمریکایی خود در طول جنگ با تروریسم در عراق و افغانستان است. این تحقیق که به عنوان یک تمرین آموخته شده در نظر گرفته شده بود به این نتیجه رسید که نیروهای بریتانیا ۲۶٪بیشتر در معرض خطر کشته شدن توسط مواد منفجره دست‌ساز هستند را تأیید می‌کند.
در ماه مه۲۰۲۱، داده‌های خشونت‌های انفجاری مؤسسه اقدام علیه خشونت مسلحانه نیز در گاردین گزارش شد که نشان می‌دهد «غیر نظامیان ۹۱درصد از کشته‌شدگان یا مجروح‌شدگان توسط سلاح‌های انفجاری در مناطق پرجمعیت در سراسر جهان در ۱۰سال گذشته را تشکیل می‌دهند که در مجموع ۲۳۸۸۹۲نفر مورد مطالعه قرار گرفتند.

## ثبت صدمات غیرنظامی
در مارس۲۰۱۹، موسسه اقدام علیه خشونت مسلحانه توسط بی‌بی‌سی گزارش شد که متوجه شد نیروی هوایی سلطنتی بریتانیا(RAF) بین سپتامبر۲۰۱۴ تا ژانویه۲۰۱۹، ۴۳۱۵جنگجوی دشمن را در عراق و سوریه کشته یا زخمی کرده‌است. براساس آمار منتشر شده توسط این مؤسسه خیریه، وزارت دفاع بریتانیا گفته‌است که تنها یک غیرنظامی در این حملات هوایی کشته شده‌است. از ۴۰۱۳ نفر۹۳درصد کشته شدند و ۷درصد مجروح شدند. با این حال، وزارت دفاع می‌گوید که تنها یک غیرنظامی در حملات هوایی کشته شده‌است، و این نگرانی را در مورد تعداد غیرنظامیان کشته شده وزارت دفاع در سوابق بریتانیا افزایش می‌دهد.
در آوریل۲۰۲۱، موسسه اقدام علیه خشونت مسلحانه توسط ایندیپندنت گزارش شد که متوجه شد سیاه‌پوستان سه برابر بیشتر از سایر گروه‌های قومی در خیابان‌های لندن کشته می‌شوند. تقریباً نیمی از قربانیان قتل در پایتخت در سال۲۰۱۹ سیاه‌پوست بودند، با وجود اینکه تنها ۱۳درصد از جمعیت شهر را تشکیل می‌دادند.
در ماه مه۲۰۲۱، موسسه اقدام علیه خشونت مسلحانه توسط الجزیره گزارش شد که دریافت که بین سال های۲۰۱۶ تا۲۰۲۰، ۴۰درصد از کل تلفات حملات هوایی غیرنظامی در افغانستان را کودکان تشکیل می‌دهند. مؤسسه اقدام علیه خشونت مسلحانه گزارش داده بود که از ۳۹۷۷تلفات ناشی از پنج سال، ۱۵۹۸ کودک کشته یا زخمی در حملات هوایی بودند. تلفات غیرنظامیان ناشی از حملات هوایی نیروی هوایی در افغانستان در شش ماه اول سال۲۰۲۰ نسبت به مدت مشابه در سال۲۰۱۹ سه برابر شده‌است

## نظارت بر تجارت اسلحه
در آگوست۲۰۱۶، نیویورک تایمز به تحقیقات مؤسسه اقدام علیه خشونت مسلحانه در مورد اطلاعات قراردادی ۱۴ساله پنتاگون مربوط به تسلیحات ارائه شده به سربازان آمریکایی و برای شرکا و نمایندگان آنها اشاره کرد. مؤسسه اقدام علیه خشونت مسلحانه دریافت که پنتاگون بیش از ۱٫۴۵میلیون سلاح گرم به نیروهای امنیتی مختلف در افغانستان و عراق ارائه کرده‌است که شامل بیش از ۹۷۸۰۰۰تفنگ تهاجمی، ۲۶۶۰۰۰تپانچه و تقریباً ۱۱۲۰۰۰مسلسل می‌شود.
در ژانویه۲۰۲۱، گاردین به تحقیقات مؤسسه اقدام علیه خشونت مسلحانه در مورد تأیید دولت بریتانیا برای صادرات بین ژانویه۲۰۱۵ تا ژوئن۲۰۲۰ به کشورهایی که توسط وزارت تجارت بین‌الملل به‌عنوان «مشمول تحریم‌های تسلیحاتی، تحریم‌های تجاری و سایر محدودیت‌های تجاری» فهرست شده‌اند، استناد کرد. مؤسسه اقدام علیه خشونت مسلحانه دریافت که بریتانیا صادرات اقلام نظامی به ۸۰درصد از مقاصد موجود در لیست را تأیید کرده‌است. مؤسسه اقدام علیه خشونت مسلحانه همچنین دریافت که مجوزهای صادرات بریتانیا برای اسلحه‌های کوچک و مهمات به ۳۱مقصد در فهرست تحریم‌شده و محدود، از جمله تفنگ‌های تهاجمی، تپانچه، تفنگ‌های تک تیرانداز و تفنگ ساچمه‌ای تأیید شده‌است. بسیاری از آنها به مناطقی فرستاده می‌شوند که اخیراً از درگیری‌های خشونت‌آمیز یا ظلم دولتی رنج برده‌اند، از جمله کنیا، هنگ کنگ، لبنان، قرقیزستان، توگو، عمان، آذربایجان، ارمنستان و پاکستان.